# Garante personal

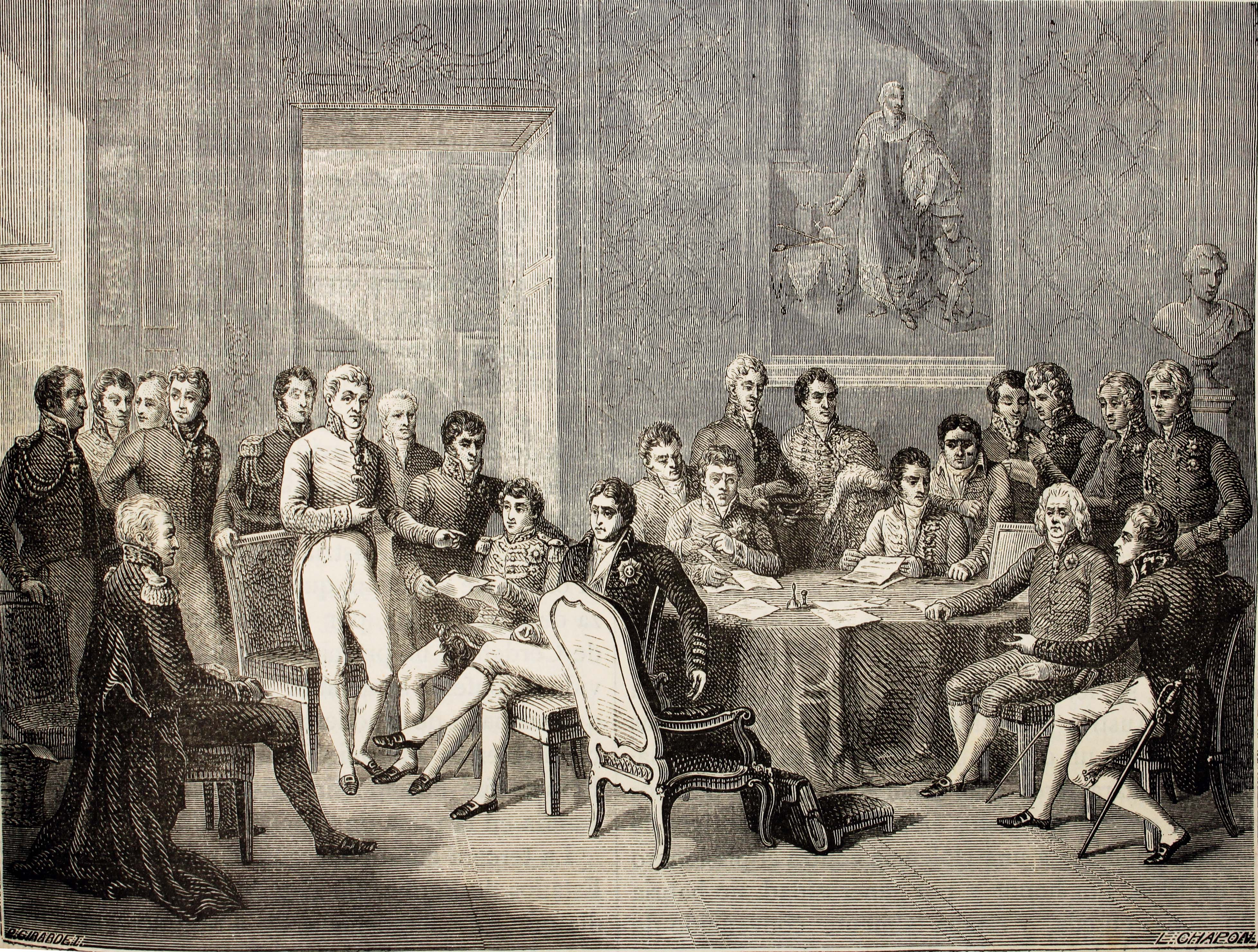
El Congreso de Viena, grabado realizado por Jean-Baptiste Isabey, 1819.

El rol de garante personal, encomendado a los monarcas absolutistas de la Europa de la Restauración, fue un acuerdo establecido en el Congreso de Viena con el objetivo de asegurar la paz internacional y un equilibrio de poderes en el continente tras la amenaza del bonapartismo.
De esta forma, los soberanos absolutos pasarían a ser los encargados de mantener la estabilidad en Europa siguiendo los tres principios básicos de la restauración: equilibrio, legitimidad e intervención. Esta serie de puntos pretendía evitar que se produjeran nuevamente conflictos armados a gran escala, tales como la Revolución Francesa o las guerras napoleónicas.

## MOTIVACIONES
El triunfo de la Revolución francesa, que subvierte el orden establecido en la Europa de finales del siglo XVIII, culminó en un nuevo autoritarismo personalista liderado por Napoleón I Bonaparte. De esta forma, se daba comienzo a una sucesión de conflictos bélicos entre 1803 y 1815, conocidos como las guerras napoleónicas o guerras de la Coalición.
Tras la derrota de Napoleón por parte de la Tercera Coalición, se dio inicio a una serie de reuniones en Viena que abarcaron desde el 18 de septiembre de 1814 hasta el 9 de junio de 1815. Durante el congreso, los principios de la Restauración fueron recogidos y debatidos por los representantes diplomáticos de los países que formaban parte de la alianza. Comenzaba de esta forma un periodo caracterizado por el restablecimiento del absolutismo y del conservadurismo político, dejando atrás los intereses de la burguesía liberal francesa que vino a sustituir como clase dominante a la deteriorada aristocracia del antiguo régimen.

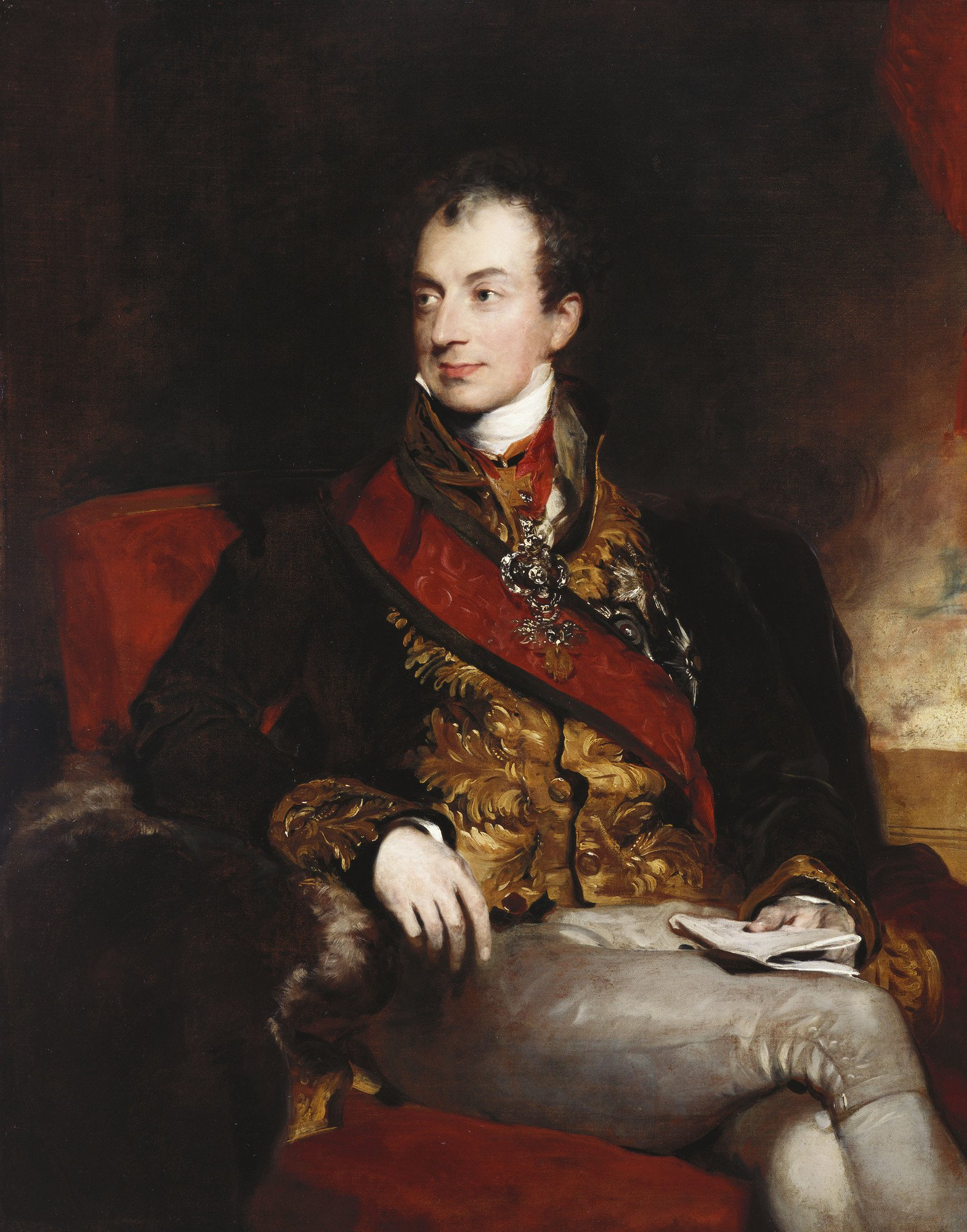
Retrato de Klemens Wenzel von Metternich, realizado por Thomas Lawrence, 1825.

El restablecimiento del orden precedente traía consigo volver a dotar de legitimidad política a los reyes absolutistas, que fueron considerados por los diplomáticos Metternich y Castlereagh como los mayores garantes de estabilidad. De esta forma, la restauración asienta sus bases en la figura del monarca absoluto, responsable, tanto en su territorio como en los territorios de sus aliados, de mantener la estabilidad y el equilibrio de poder del continente europeo.
Mediante la mutua solidaridad de los soberanos recogida en ese rol de "garante", tanto el ministro de asuntos exteriores austriaco, Klemens Von Metterich, como el diplomático británico, el vizconde de Castlereagh, creían que podrían sofocar cualquier posible amenaza de liberalismo.
Asimismo, se aseguraban de tener una salvaguardia contra el bonapartismo con la restauración de los Borbones en el trono francés. Por un lado, la garantía personal de los monarcas de asegurar la paz hacía innecesaria la renovación del militarismo francés. Por otro lado, la implicación de la derrotada Francia en los acuerdos diplomáticos evitaba la sensación de humillación y resentimiento en el pueblo francés y, por tanto, un posible revanchismo.

## RESPONSABILIDADES
Los diplomáticos implicados en la elaboración de los principios adscritos al Congreso de Viena tenían una máxima: por encima de los intereses personales de cada Estado, debía prevalecer el interés general europeo. Un interés que se basaba en la conservación de la paz, dotar a Europa de un sentido de seguridad, y lograr una época de prosperidad tras poner orden en el ámbito civil.
De esta forma, los estados que participaron en el Congreso debían asegurar la paz interna, recayendo ese compromiso en los representantes más inmediatos de la Europa absolutista. Su objetivo como garantes no era otro que salvaguardar la paz internacional, aún si esto implicaba dinamitar cualquier tipo de insurgencia interna de un país aliado. Para ello era fundamental la actuación conjunta de los soberanos, cosa que se pudo observar en los inicios de las reuniones en Viena. El 13 de marzo de 1815, tras la fuga de Napoleón Bonaparte de la isla de Elba y su desembarco en Francia, Castlereagh sugirió a soberanos aliados la emisión de una declaración conjunta contra Napoleón. Solo un día después, el documento se publicaba, contando con la firma de Austria, Francia, Gran Bretaña, Prusia, Rusia, España, Portugal y Suecia. En la misma, los estados aliados se comprometían a aportar al rey de Francia a la nación francesa la ayuda necesaria para restablecer la tranquilidad pública, a la par que tildaban a Napoleón Bonaparte de “perturbador de la paz del mundo”.
Este episodio fue determinante para la restauración de los Borbones en Francia. Asimismo, la actuación conjunta de los soberanos responde al principio de intervención de la Restauración, que apelaba a la garantía personal de cada soberano. Esto constituye un punto clave en la diplomática de Viena, pues pasa a determinar la actuación de los monarcas absolutos en los asuntos de política interna de los aliados, en la medida en que la situación de dicho estado pueda alterar el equilibrio general europeo. Por otro lado, el segundo principio defendido a ultranza por Metternich no era otro que la idea de equilibrio entre potencias, que era fundamental para garantizar la paz en el continente. Por último, cabe recordar que el gran peso que toma la figura del monarca en la Europa de la Restauración fue posible gracias al principio de legitimidad monárquica defendida por este mismo diplomático, que en sus escritos políticos justifica la restauración y defensa del absolutismo al considerar que el poder que pertenece por derecho a las dinastías históricas ha sido sustraído por la fuerza.

## PROTAGONISTAS

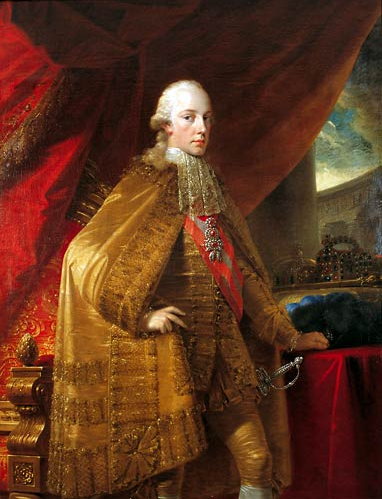
Francisco de Austria en 1792, al comienzo de su reinado como emperador del Sacro Imperio Romano Germánico.

El emperador Francisco II era considerado el protagonista fundamental que abanderó desde un primer momento la necesidad de equilibrio europeo. Su peso fue tal que su ministro de Asuntos Exteriores, el príncipe Clemens Lothar von Metternich, es considerado por la gran mayoría de historiadores como el "máximo político de la restauración". Por todo esto, no es sorprendente que la potencia centroeuropea llevase las riendas de la política internacional, con el objetivo de mantener su hegemonía en Europa y para ello fijar el compromiso de los soberanos en torno al "sistema Metternich".
Sin embargo, el emperador austriaco debía mantener estrechas relaciones con Rusia para frenar el proceso expansivo en el que estaba inmersa. Por su parte, el zar Alejandro I también estaba interesado en aumentar su influencia en los asuntos europeos, al tiempo que se expandía hacia el Pacífico y Asia Central.
Esta dicotomía entre la desconfianza hacia el zar por parte de Metternich y Castlereagh, y la introducción de Rusia en el directorio de potencias para asegurar la paz en el continente, fue una constante durante décadas, llegando incluso a firmar con Prusia y Austria en 1815 un pacto de mutua defensa conocido como la Santa Alianza.

## BIBLIOGRAFÍA
Neila Hernández, José Luis (2018). Historia de las relaciones internacionales. Madrid: Alianza Editorial.
Nicholson, Harold (1985). El Congreso de Viena. Madrid: Sarpe.
Richard Rhoden, Peter (1942). Esplendor y ocaso de la diplomacia clásica. Madrid: Revista de Occidente.

## REFERENCIAS
1. ↑  Neila Hernández, José Luis (2018). Historia de las relaciones internacionales. Alianza Editorial. pp. 158-159.
2. ↑  Napoleón I, Emperador de Francia; Gómez Carrizo, Pedro (2014). Memorias de Napoleón escritas por él mismo ; seguidas de Juicios de Napoleón sobre sus contemporáneos ; Máximas y pensamientos del prisionero de Santa Elena. Desván de Hanta. p. 12. ISBN 978-84-942747-7-0.
3. ↑  Nicolson, Harold (1985). El congreso de Viena. Madrid: Sarpe. p. 89. ISBN 84-7291-874-2.
4. ↑  Nicolson, Harold (1985). El congreso de Viena. Madrid: Sarpe. p. 86. ISBN 84-7291-874-2.
5. ↑  Nicolson, Harold (1985). El congreso de Viena. Madrid: Sarpe. p. 89. ISBN 84-7291-874-2.
6. ↑  Nicholson, Harold (1985). El Congreso de Viena. Madrid: Sarpe. p. 241. ISBN 84-7291-874-2.
7. ↑  Neila Hernández, José Luis. Historia de las relaciones internacionales. p. 151. ISBN 978-84-9181-233-3.
8. ↑  Neila Hernández, José Luis (2018). Historia de las relaciones internacionales. Madrid: Alianza Editorial. p. 163. ISBN 978-84-9181-233-3.
9. ↑  Neila Hernández, José Luis (2018). Historia de las relaciones internacionales. Madrid: Alianza Editorial. p. 171. ISBN 978-84-9181-233-3.

- Datos: Q115799940